# Liste des basiliques de la Calabre
Cette liste recense les basiliques de la Calabre, Italie.

## Liste
En 2019, la Calabre compte 17 basiliques.
| Basilique                                                       | Commune           | Province          | Diocèse                    | Date             | Coordonnées                       | Image |
| --------------------------------------------------------------- | ----------------- | ----------------- | -------------------------- | ---------------- | --------------------------------- | ----- |
| Basilique de l'Immaculée de Catanzaro (it)                      | Catanzaro         | Catanzaro         | Catanzaro-Squillace        | 2 septembre 1954 | 38° 54′ 27″ nord, 16° 35′ 31″ est |       |
| Basilique Maria Santissima delle Grazie della Quercia di Visora | Conflenti         | Catanzaro         | Lamezia Terme              | 31 mai 2018      | 39° 04′ 19″ nord, 16° 17′ 01″ est |       |
| Basilique Madonna di Porto                                      | Gimigliano        | Catanzaro         | Cosenza-Bisignano          | 1er mai 2013     | 38° 59′ 55″ nord, 16° 31′ 11″ est |       |
| Cathédrale de Squillace                                         | Squillace         | Catanzaro         | Catanzaro-Squillace        | 23 décembre 2014 | 38° 46′ 54″ nord, 16° 31′ 19″ est |       |
| Basilique de saint Ange d'Acri                                  | Acri              | Cosenza           | Cosenza-Bisignano          | 21 juin 1980     | 39° 29′ 12″ nord, 16° 23′ 06″ est |       |
| Cathédrale de Cassano allo Ionio                                | Cassano all'Ionio | Cosenza           | Cassano allo Ionio         | 23 décembre 2014 | 39° 47′ 08″ nord, 16° 19′ 06″ est |       |
| Basilique Saint-Julien de Castrovillari                         | Castrovillari     | Cosenza           | Cassano allo Ionio         | 9 novembre 2010  | 39° 48′ 28″ nord, 16° 12′ 40″ est |       |
| Sanctuaire basilique Madonna della Catena de Laurignano         | Dipignano         | Cosenza           | Cosenza-Bisignano          | 21 mars 1966     | 39° 16′ 42″ nord, 16° 14′ 24″ est |       |
| Sanctuaire Saint-François-de-Paule                              | Paola             | Cosenza           | Cosenza-Bisignano          | 12 octobre 1921  | 39° 22′ 08″ nord, 16° 02′ 45″ est |       |
| Sanctuaire-basilique Notre-Dame de Pettoruto                    | San Sosti         | Cosenza           | San Marco Argentano-Scalea | 17 août 1979     | 39° 39′ 59″ nord, 16° 00′ 10″ est |       |
| Cathédrale de Crotone                                           | Crotone           | Crotone           | Crotone-Santa Severina     | 28 novembre 1983 | 39° 04′ 53″ nord, 17° 07′ 43″ est |       |
| Cathédrale de Gerace                                            | Gerace            | Reggio de Calabre | Locri-Gerace               | 8 septembre 2018 | 38° 16′ 21″ nord, 16° 13′ 04″ est |       |
| Basilique de l'Eremo (it)                                       | Reggio de Calabre | Reggio de Calabre | Reggio de Calabre-Bova     | 28 novembre 1971 | 38° 06′ 58″ nord, 15° 40′ 18″ est |       |
| Cathédrale de Reggio de Calabre                                 | Reggio de Calabre | Reggio de Calabre | Reggio de Calabre-Bova     | 21 juin 1978     | 38° 06′ 20″ nord, 15° 38′ 30″ est |       |
| Basilique Maria Santissima dei Poveri de Seminara               | Seminara          | Reggio de Calabre | Oppido Mamertina-Palmi     | 30 mai 1955      | 38° 20′ 10″ nord, 15° 52′ 16″ est |       |
| Cathédrale de Mileto                                            | Mileto            | Vibo Valentia     | Mileto-Nicotera-Tropea     | 7 avril 2016     | 38° 36′ 20″ nord, 16° 03′ 51″ est |       |
| Basilique sanctuaire della Madonna di Monserrato                | Vallelonga        | Vibo Valentia     | Mileto-Nicotera-Tropea     | 16 juillet 1971  | 38° 38′ 51″ nord, 16° 17′ 32″ est |       |